# Карлос Рейносо
Карлос Рейносо (ісп. Carlos Reinoso, нар. 7 березня 1946, Сантьяго) — чилійський футболіст, що грав на позиції півзахисника. По завершенні ігрової кар'єри — тренер.
Виступав, зокрема, за «Аудакс Італьяно» та «Америку» (Мехіко), а також національну збірну Чилі.

## Клубна кар'єра
У дорослому футболі дебютував 1962 року виступами за команду «Аудакс Італьяно», в якій провів сім сезонів, взявши участь у 158 іграх чемпіонату. У своєму першому клубі Рейносо не виграв жодного титулу, але з 28 м'ячами став найкращим бомбардиром чемпіонату Чилі у 1968 році.
У середині 1970 року Рейносо поїхав до Мексики і став виступати в клубі «Америка» з Мехіко. Саме в «Америці» Рейносо досяг найбільших успіхів у своїй кар'єрі. За 9 сезонів Рейносо став справжнім лідером команди і став з нею 2-разовим чемпіоном Мексики, володарем Кубка і Суперкубка Мексики, володарем Кубка чемпіонів КОНКАКАФ 1977 року і володарем Міжамериканського кубка 1978 року. У другому матчі фіналу плей-оф сезону 1970/71 саме Рейносо забив перший і як виявилося переможний м'яч у ворота «Толуки». Сезон 1975/76 «Америка» закінчила з унікальним досягненням, в 6 матчах плей-оф вони не пропустили жодного м'яча. так само Рейносо є автором переможного голу на 119-й хвилині фінального поєдинку Міжамериканського кубка 1978 року з «Бока Хуніорс».
Завершив ігрову кар'єру у мексиканській команді «Депортіво Неса», за яку виступав протягом 1979—1981 років.

## Виступи за збірну
20 квітня 1966 року дебютував в офіційних іграх у складі національної збірної Чилі в матчі Кубка Бернардо О'Хіггінса зі збірною Бразилії, що завершився з рахунком 2:1 і приніс його команді трофей.
У складі збірної був учасником чемпіонату світу 1974 року у ФРН, де зіграв у всіх трьох матчах проти Західної Німеччини, Східної Німеччини та Австралії, але команда не здобула жодної перемоги і не подолала груповий етап.
Наступного року взяв з командою участь у розіграші Кубка Америки 1975 року, де зіграв в усіх чотирьох іграх, але і тут чилійцям не вдалось пройти груповий раунд.
Свій останній матч за збірну Рейносо зіграв у відбірковому турнірі до чемпіонату світу 1978 року проти збірної Перу 26 березня 1977 року, той матч чилійці програли з рахунком 0:2, через що не змогли вийти у фінальний турнір. Загалом протягом кар'єри у національній команді, яка тривала 12 років, провів у її формі 34 матчі, забивши 7 голів.

## Кар'єра тренера
Розпочав тренерську кар'єру відразу ж по завершенні кар'єри гравця, 1981 року, очоливши тренерський штаб клубу «Америка», де пропрацював з 1981 по 1984 рік і в останньому сезоні став з командою чемпіоном Мексики.
В подальшому був головним тренером низки мексиканських команд, але другий свій трофей як тренера здобув вже наприкінці кар'єри у «Веракрусі», з яким 2016 року виграв Кубок Мексики.
Останнім місцем тренерської роботи був клуб «Коррекамінос», головним тренером команди якого Рейносо був протягом 2019 року.

## Титули і досягнення

### Як гравця
«Америка»
- Чемпіон Мексики (2): 1971, 1976
- Віце-чемпіона Мексики: 1972
- Володар Кубка Мексики: 1974
- Фіналіст Кубка Мексики: 1976
- Володар Суперкубка Мексики: 1976
- Фіналіст Суперкубка Мексики (2): 1971, 1974
- Володар Кубка чемпіонів КОНКАКАФ: 1977
- Володар Міжамериканського кубка: 1978

#### Особистий
- Найкращий бомбардир чемпіонату Чилі: 1968 (28 голів)
- Номінант на звання найкращого футболіста Південної Америки: 1972

### Як тренера
"Америка"
- Чемпіон Мексики: 1984

«Веракрус»
- Володар Кубка Мексики: Клаусура 2016